# Чоколоски
Чоколоски (англ. Chokoloskee) — статистически обособленная местность, расположенная в округе Коллиер (штат Флорида, США) с населением в 359 человек по статистическим данным переписи 2010 года.

## География
По данным Бюро переписи населения США статистически обособленная местность Чоколоски имеет общую площадь в 0,7 квадратных километров, водных ресурсов в черте населённого пункта не имеется.
Статистически обособленная местность Чоколоски расположена на высоте 3 метра над уровнем моря.
Является самым обжитым островом в составе архипелага Десять Тысяч Островов.

## Демография
По данным переписи населения 2000 года в Чоколоски проживало 404 человека, 139 семей, насчитывалось 183 домашних хозяйства и 589 жилых домов. Средняя плотность населения составляла около 517,95 человека на один квадратный километр. Расовый состав населённого пункта распределился следующим образом: 98,51 % белых, 1,24 % — представителей смешанных рас, 0,25 % — других народностей. Испаноговорящие составили 2,23 % от всех жителей статистически обособленной местности.
Из 183 домашних хозяйств в 16,9 % воспитывали детей в возрасте до 18 лет, 65,6 % представляли собой совместно проживающие супружеские пары, в 7,1 % семей женщины проживали без мужей, 24,0 % не имели семей. 21,3 % от общего числа семей на момент переписи жили самостоятельно, при этом 12,0 % составили одинокие пожилые люди в возрасте 65 лет и старше. Средний размер домашнего хозяйства составил 2,21 человек, а средний размер семьи — 2,53 человек.
Население статистически обособленной местности по возрастному диапазону по данным переписи 2000 года распределилось следующим образом: 16,3 % — жители младше 18 лет, 5,0 % — между 18 и 24 годами, 21,8 % — от 25 до 44 лет, 32,2 % — от 45 до 64 лет и 24,8 % — в возрасте 65 лет и старше. Средний возраст жителей составил 50 лет. На каждые 100 женщин в Чоколоски приходилось 98,0 мужчин, при этом на каждые сто женщин 18 лет и старше приходилось 101,2 мужчин также старше 18 лет.
Средний доход на одно домашнее хозяйство статистически обособленной местности составил 33 750 долларов США, а средний доход на одну семью — 36 389 долларов. При этом мужчины имели средний доход в 26 333 доллара США в год против 19 250 долларов среднегодового дохода у женщин. Доход на душу населения статистически обособленной местности составил 33 750 долларов в год. 2,4 % от всего числа семей в населённом пункте и 1,6 % от всей численности населения находилось на момент переписи населения за чертой бедности, при этом 3,7 % из них были моложе 18 лет и  — в возрасте 65 лет и старше.
По данным переписи населения 2010 года в Чоколоски проживало 359 человек.